# Tray Walker
Tray Walker (* 5. August 1992 in Miami, Florida; † 18. März 2016 ebenda) war ein US-amerikanischer American-Football-Spieler. Er spielte eine Saison auf der Position des Cornerbacks für die Baltimore Ravens in der National Football League (NFL).

## College
Walker spielte von 2011 bis 2014 College Football an der Texas Southern University. In seiner ersten Saison erzielte er 22 Tackles und konnte sich auf bis zu 41 Tackle und 3 Interception in seiner letzten Saison steigern. Insgesamt konnte er in den vier Jahren 159 Tackles und 9 Interception verzeichnen.

## NFL
Im NFL Draft 2015 wurde Walker in der vierten Runde als insgesamt 136. Spieler von den Baltimore Ravens ausgewählt. In seiner Rookiesaison kam er auf insgesamt acht Einsätze und zwei Tackles. Er wurde meist in den Special Teams eingesetzt.

## Tod
Am Abend des 17. März 2016 kollidierte Walker bei einer Fahrt mit einem Geländemotorrad an einer Kreuzung mit einem Ford Escape. Nach Polizeiangaben trug er dabei dunkle Kleidung, keinen Helm und fuhr ohne Licht. Trotz Notoperation erlag er einen Tag später im Jackson Memorial Hospital in Miami, Florida, seinen Verletzungen. Angeblich hatte sein Fahrzeug weder Kennzeichen noch Scheinwerfer und war demnach nicht für den Straßenverkehr zugelassen. Walker soll weder unter Alkohol- noch unter Drogeneinfluss gestanden haben.